# Релігійний сіонізм

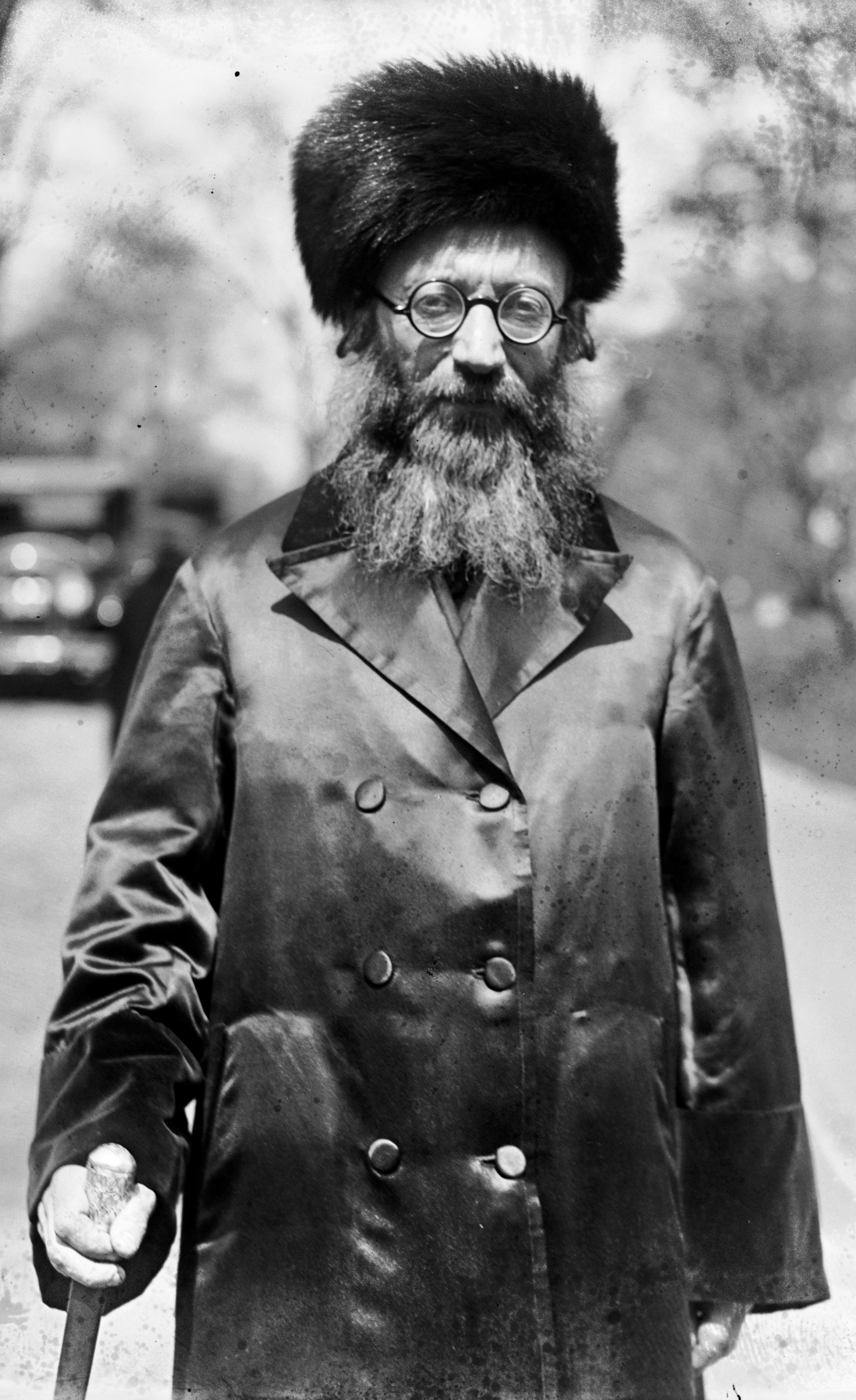
Рабин Кук в 1923 році

Релігійний сіонізм (івр. ציונות דתית) — напрям ортодоксального модернізму, створений в 1850 році Цві Калішером, а потім на початку XX століття рабином Авраамом-Іцхаком Куком.
У другій половині XX століття головними ідеологами руху були рабин Цві Кук (Ізраїль) і рабин Йосеф-Дов Соловейчик (США).
Провідними представниками релігійного сіонізму в Ізраїлі в кінці XX — початку XXI століть стали рабини Авраам Шапіра (помер в 2007 році), Елієзер Беркович (помер в 1992 році), Мордехай Елон, Шломо Ріскин, Урі Шеркі, Йехуда Аміталь, Аарон Ліхтенштейн, Шломо Авінер.
В Кнесеті інтереси релігійних сіоністів представляють національно-релігійна партія МАФДАЛ, і блок Іхуд Леумі.